# Großer Preis von Mexiko 2019
Der Große Preis von Mexiko 2019 (offiziell Formula 1 Gran Premio de México 2019) fand am 27. Oktober auf dem Autódromo Hermanos Rodríguez in Mexiko-Stadt statt und war das 18. Rennen der Formel-1-Weltmeisterschaft 2019.

## Berichte

### Hintergründe
Nach dem Großen Preis von Japan führte Lewis Hamilton in der Fahrerwertung mit 64 Punkten vor Valtteri Bottas und mit 117 Punkten vor Charles Leclerc. Bei noch vier ausstehenden Rennen hatten nur noch Hamilton und Bottas rechnerische Chancen auf den Gewinn der Fahrerweltmeisterschaft. In der Konstrukteurswertung stand Mercedes bereits als Weltmeister fest, Zweitplatzierter war mit 179 Punkten Rückstand Ferrari, Red Bull Racing lag als Dritter 289 Punkte zurück.
Beim Großen Preis von Mexiko stellte Pirelli den Fahrern die Reifenmischungen P Zero Hard (weiß, Mischung C2), P Zero Medium (gelb, C3) und P Zero Soft (rot, C4) sowie für Nässe Cinturato Intermediates (grün) und Cinturato Full-Wets (blau) zur Verfügung.
Sebastian Vettel (sieben), Daniel Ricciardo (fünf), Antonio Giovinazzi, Kevin Magnussen (jeweils vier), Lance Stroll (drei), Romain Grosjean, Hamilton, Daniil Kwjat, Leclerc, Kimi Räikkönen, Max Verstappen (jeweils zwei), Alexander Albon, Pierre Gasly, Sergio Pérez, George Russell und Carlos Sainz jr. (jeweils einer) gingen mit Strafpunkten ins Rennwochenende.
Mit Verstappen (zweimal) und Hamilton (einmal) traten zwei ehemalige Sieger zu diesem Grand Prix an.
Als Rennkommissare an diesem Wochenende fungierten Silvia Bellot (ESP), Gerd Ennser (DEU), Danny Sullivan (USA) und Freddy van Beuren (MEX).

### Training
Im ersten freien Training fuhr Hamilton mit einer Rundenzeit von 1:17,327 Minuten die Bestzeit vor Leclerc und Verstappen. Das Training wurde nach einem Unfall von Stroll für einige Minuten unterbrochen.
Im zweiten freien Training war Vettel mit einer Rundenzeit von 1:16,607 Minuten Schnellster vor Verstappen und Leclerc. Auch dieses Training wurde nach einem Unfall von Albon für einige Minuten unterbrochen.
Im dritten freien Training fuhr Leclerc in 1:16,145 Minuten die Bestzeit vor Vettel und Bottas.

### Qualifying
Das Qualifying bestand aus drei Teilen mit einer Nettolaufzeit von 45 Minuten. Im ersten Qualifying-Segment (Q1) hatten die Fahrer 18 Minuten Zeit, um sich für das Rennen zu qualifizieren. Alle Fahrer, die im ersten Abschnitt eine Zeit erzielten, die maximal 107 Prozent der schnellsten Rundenzeit betrug, qualifizierten sich für den Grand Prix. Die besten 15 Fahrer erreichten den nächsten Teil. Verstappen war Schnellster. Die beiden Williams-, die beiden Haas-Piloten und Stroll schieden aus.
Der zweite Abschnitt (Q2) dauerte 15 Minuten. Die zehn schnellsten Piloten qualifizierten sich für den dritten Teil des Qualifyings und mussten mit den hier verwendeten Reifen das Rennen starten, alle übrigen Piloten hatten freie Reifenwahl für den Rennstart. Hamilton war Schnellster. Die Alfa-Romeo-, die Renault-Piloten sowie Pérez schieden aus.
Der finale Abschnitt (Q3) ging über eine Zeit von zwölf Minuten, in denen die ersten zehn Startpositionen vergeben wurden. Verstappen fuhr mit einer Rundenzeit von 1:14,758 Minuten die Bestzeit vor Leclerc und Vettel. Er wurde jedoch nachträglich um drei Startplätze nach hinten versetzt, da er nach einem Unfall von Bottas trotz gelber Flaggen nicht verlangsamt hatte, außerdem erhielt er zwei Strafpunkte. Es war somit die siebte Pole-Position für Leclerc in der Formel-1-Weltmeisterschaft und die sechste für einen Ferrari-Piloten in Folge.

### Rennen
Leclerc behielt beim Start die Führung, während Vettel sich dem Angriff von Hamilton widersetzt. Kurz darauf kollidierte der Brite mit Verstappen, doch die beiden konnten weiterfahren, auch wenn Albon und Sainz jr. beide überholten, während Verstappen ebenfalls von Bottas überholt wurde. Bei der Berührung mit dem Niederländer beschädigte Hamilton den Unterboden seines Autos, was ihn im Laufe des Rennens zu einer Änderung seines Fahrstils zwang.
Ebenfalls in der ersten Runde verbremste sich Leclerc in Kurve 4 und wurde von Vettel leicht getroffen. In Runde vier überholte Verstappen Bottas in Kurve 13, doch sein rechter Hinterreifen war platt: Der Red Bull Racing-Fahrer musste fast eine Runde absolvieren, bevor er zum Reifenwechsel an die Box fahren konnte. Beim Stopp entschied sich Verstappen für harte Reifen.
In Runde sieben überholt Bottas Sainz jr. und belegte den fünften Platz. Drei Runden später überholte Pérez Kwjat und belegte den achten Platz, bevor der Russe zum Reifenwechsel an die Box ging. Auch Lando Norris stoppte in Runde 12. Beim Losfahrent war der linke Vorderreifen nicht richtig montiert, was den Engländer dazu zwang, am Ende der Boxengasse anzuhalten und zurück zur Box seines Teams gebracht zu werden, um den Reifen zu befestigen. McLaren wurde nicht für eine unsichere Freigabe bestraft, da der Fahrer vorsorglich angehalten wurde, bevor er sicher wusste, dass das Rad nicht ordnungsgemäß fest war.
In Runde 14 stoppte Albon, immer noch mit Medium-Reifen unterwegs. Eine Runde später war Leclerc an der Reihe, der ebenfalls wieder den gleichen Reifentyp montierte. Auch Sainz jr. stoppte an der Box. Vettel lag an der Spitze, mit 1,9 Vorsprung auf Hamilton, 8,9 zu Bottas und 17,5 auf Leclerc, dann folgten Albon und Pérez. Der Mexikaner wartete bis zur 20. Runde mit dem Reifenwechsel. Hamilton stoppte in der 23. Runde und wechselte auf harte Reifen, er kehrte als Vierter auf die Strecke zurück. In derselben Runde kam es zu einer Berührung zwischen Verstappen und Magnussen.
In der 30. Runde führte Vettel, der nicht anhielt, mit 6,1 Sekunden auf Bottas, 12,6 Sekunden auf Leclerc, 18,3 Sekunden auf Hamilton und 24,5 Sekunden auf Albon. Vettel verlor in den Runden etwas Zeit, bevor er in Runde 37 anhielt, wo er harte Reifen aufzog. Auch Bottas hatte eine Runde früher angehalten, nachdem er ebenfalls von Medium-Reifen auf harte Reifen gewechselt war. Er setzte sich an die Spitze vor Leclerc, der vor Hamilton, Albon, Vettel, Bottas und Ricciardo lag, der noch nicht an der Box war.
In Runde 42. Runde absolvierte Leclerc seinen zweiten Stopp und wechselte auf harte Reifen. Der Boxenstopp est nicht perfekt und kostete den Ferrari-Piloten vier Sekunden. Der Monegasse kehrte als Fünfter ins Rennen zurück, rückte aber nach Albons zweitem Stopp schnell auf den vierten Platz vor. Hamilton führte mit einem Vorsprung von rund drei Sekunden vor Vettel. In Runde 50 stoppte Ricciardo und fiel vom sechsten auf den achten Platz.
Dank Überrundungen kam Bottas dann näher an Vettel heran, während Leclerc wiederum den Rückstand auf den Finnen verringerte. In der 57. Runde verbremste sich der Monegasse am ersten Bremspunkt dann und verpasste die Gelegenheit, Bottas zu überholen. Weiter hinten griff Ricciardo Pérez an, doch auch dieser macht beim Bremsen einen Fehler, geriet auf die Auslaufzone und ermöglichte dem Mexikaner, den siebten Platz zu behaupten.
Hamilton gewann schlussendlich das Rennen vor Vettel und Bottas. Es war der 83. Sieg für Hamilton in der Formel-1-Weltmeisterschaft, davon der zehnte in dieser Saison. Für Mercedes war es der 100. Grand-Prix-Sieg in der Formel-1-Weltmeisterschaft, außerdem war es der 100. Podestplatz von Hamilton mit Mercedes. Die restlichen Punkteplatzierungen belegten Leclerc, Albon, Verstappen, Pérez, Ricciardo, Gasly und Hülkenberg. Da Leclerc die schnellste Rennrunde fuhr, erhielt er einen zusätzlichen Punkt.
In der Fahrer- und Konstrukteurswertung blieben die ersten drei Positionen unverändert.

## Meldeliste
| Team                             | Nr. | Fahrer             | Chassis                       | Motor                         | Reifen |
| -------------------------------- | --- | ------------------ | ----------------------------- | ----------------------------- | ------ |
| Mercedes-AMG Petronas Motorsport | 44  | Lewis Hamilton     | Mercedes-AMG F1 W10 EQ Power+ | Mercedes-AMG F1 M10 EQ Power+ | P      |
| Mercedes-AMG Petronas Motorsport | 77  | Valtteri Bottas    | Mercedes-AMG F1 W10 EQ Power+ | Mercedes-AMG F1 M10 EQ Power+ | P      |
| Scuderia Ferrari                 | 05  | Sebastian Vettel   | Ferrari SF90                  | Ferrari 064                   | P      |
| Scuderia Ferrari                 | 16  | Charles Leclerc    | Ferrari SF90                  | Ferrari 064                   | P      |
| Aston Martin Red Bull Racing     | 33  | Max Verstappen     | Red Bull Racing RB15          | Honda RA619H                  | P      |
| Aston Martin Red Bull Racing     | 23  | Alexander Albon    | Red Bull Racing RB15          | Honda RA619H                  | P      |
| Renault F1 Team                  | 03  | Daniel Ricciardo   | Renault R.S.19                | Renault E-Tech 19             | P      |
| Renault F1 Team                  | 27  | Nico Hülkenberg    | Renault R.S.19                | Renault E-Tech 19             | P      |
| Haas F1 Team                     | 08  | Romain Grosjean    | Haas VF-19                    | Ferrari 064                   | P      |
| Haas F1 Team                     | 20  | Kevin Magnussen    | Haas VF-19                    | Ferrari 064                   | P      |
| McLaren F1 Team                  | 55  | Carlos Sainz jr.   | McLaren MCL34                 | Renault E-Tech 19             | P      |
| McLaren F1 Team                  | 04  | Lando Norris       | McLaren MCL34                 | Renault E-Tech 19             | P      |
| SportPesa Racing Point F1 Team   | 11  | Sergio Pérez       | Racing Point RP19             | BWT Mercedes                  | P      |
| SportPesa Racing Point F1 Team   | 18  | Lance Stroll       | Racing Point RP19             | BWT Mercedes                  | P      |
| Alfa Romeo Racing                | 07  | Kimi Räikkönen     | Alfa Romeo Racing C38         | Ferrari 064                   | P      |
| Alfa Romeo Racing                | 99  | Antonio Giovinazzi | Alfa Romeo Racing C38         | Ferrari 064                   | P      |
| Red Bull Toro Rosso Honda        | 26  | Daniil Kwjat       | Scuderia Toro Rosso STR14     | Honda RA619H                  | P      |
| Red Bull Toro Rosso Honda        | 10  | Pierre Gasly       | Scuderia Toro Rosso STR14     | Honda RA619H                  | P      |
| ROKiT Williams Racing            | 40  | Nicholas Latifi    | Williams FW42                 | Mercedes-AMG F1 M10 EQ Power+ | P      |
| ROKiT Williams Racing            | 63  | George Russell     | Williams FW42                 | Mercedes-AMG F1 M10 EQ Power+ | P      |
| ROKiT Williams Racing            | 88  | Robert Kubica      | Williams FW42                 | Mercedes-AMG F1 M10 EQ Power+ | P      |

Anmerkungen
1. 1 2  Latifi bestritt das erste freie Training im Williams mit der Startnummer 40. Kubica übernahm das Fahrzeug anschließend für das restliche Wochenende mit seiner Startnummer 88.

## Klassifikationen

### Qualifying
| Pos.                                                                      | Fahrer             | Konstrukteur              | Q1       | Q2       | Q3       | Start |
| ------------------------------------------------------------------------- | ------------------ | ------------------------- | -------- | -------- | -------- | ----- |
| 01                                                                        | Max Verstappen     | Red Bull Racing-Honda     | 1:15,949 | 1:16,136 | 1:14,758 | 04    |
| 02                                                                        | Charles Leclerc    | Ferrari                   | 1:16,364 | 1:16,219 | 1:15,024 | 01    |
| 03                                                                        | Sebastian Vettel   | Ferrari                   | 1:16,696 | 1:15,914 | 1:15,170 | 02    |
| 04                                                                        | Lewis Hamilton     | Mercedes                  | 1:16,424 | 1:15,721 | 1:15,262 | 03    |
| 05                                                                        | Alexander Albon    | Red Bull Racing-Honda     | 1:16,175 | 1:16,574 | 1:15,336 | 05    |
| 06                                                                        | Valtteri Bottas    | Mercedes                  | 1:17,062 | 1:15,852 | 1:15,338 | 06    |
| 07                                                                        | Carlos Sainz jr.   | McLaren-Renault           | 1:17,044 | 1:16,267 | 1:16,014 | 07    |
| 08                                                                        | Lando Norris       | McLaren-Renault           | 1:17,092 | 1:16,447 | 1:16,322 | 08    |
| 09                                                                        | Daniil Kwjat       | Scuderia Toro Rosso-Honda | 1:17,041 | 1:16,657 | 1:16,469 | 09    |
| 10                                                                        | Pierre Gasly       | Scuderia Toro Rosso-Honda | 1:17,065 | 1:16,679 | 1:16,586 | 10    |
| 11                                                                        | Sergio Pérez       | Racing Point-BWT Mercedes | 1:17,465 | 1:16,687 | –        | 11    |
| 12                                                                        | Nico Hülkenberg    | Renault                   | 1:17,608 | 1:16,885 | –        | 12    |
| 13                                                                        | Daniel Ricciardo   | Renault                   | 1:17,270 | 1:16,933 | –        | 13    |
| 14                                                                        | Kimi Räikkönen     | Alfa Romeo Racing-Ferrari | 1:17,225 | 1:16,967 | –        | 14    |
| 15                                                                        | Antonio Giovinazzi | Alfa Romeo Racing-Ferrari | 1:17,794 | 1:17,269 | –        | 15    |
| 16                                                                        | Lance Stroll       | Racing Point-BWT Mercedes | 1:18,065 | –        | –        | 16    |
| 17                                                                        | Kevin Magnussen    | Haas-Ferrari              | 1:18,436 | –        | –        | 17    |
| 18                                                                        | Romain Grosjean    | Haas-Ferrari              | 1:18,599 | –        | –        | 18    |
| 19                                                                        | George Russell     | Williams-Mercedes         | 1:18,823 | –        | –        | 19    |
| 20                                                                        | Robert Kubica      | Williams-Mercedes         | 1:20,179 | –        | –        | 20    |
| 107-Prozent-Zeit: 1:21,265 min (bezogen auf Q1-Bestzeit von 1:15,949 min) |                    |                           |          |          |          |       |

Anmerkungen
1. ↑  Verstappen wurde um drei Startplätze nach hinten versetzt, da er im Qualifying gelbe Flaggen ignoriert hatte.

### Rennen
| Pos. | Fahrer             | Konstrukteur              | Runden | Stopps | Zeit        | Start | Schnellste Runde |
| ---- | ------------------ | ------------------------- | ------ | ------ | ----------- | ----- | ---------------- |
| 01   | Lewis Hamilton     | Mercedes                  | 71     | 1      | 1:36:48,904 | 03    | 1:19,461 (66.)   |
| 02   | Sebastian Vettel   | Ferrari                   | 71     | 1      | + 1,766     | 02    | 1:19,381 (68.)   |
| 03   | Valtteri Bottas    | Mercedes                  | 71     | 1      | + 3,553     | 06    | 1:19,494 (66.)   |
| 04   | Charles Leclerc    | Ferrari                   | 71     | 2      | + 6,368     | 01    | 1:19,232 (53.)   |
| 05   | Alexander Albon    | Red Bull Racing-Honda     | 71     | 2      | + 21,399    | 05    | 1:19,325 (48.)   |
| 06   | Max Verstappen     | Red Bull Racing-Honda     | 71     | 1      | + 1:08,807  | 04    | 1:20,406 (65.)   |
| 07   | Sergio Pérez       | Racing Point BWT-Mercedes | 71     | 1      | + 1:13,819  | 11    | 1:20,485 (70.)   |
| 08   | Daniel Ricciardo   | Renault                   | 71     | 1      | + 1:14,429  | 13    | 1:20,146 (53.)   |
| 09   | Pierre Gasly       | Scuderia Toro Rosso-Honda | 71     | 2      | + 1 Runde   | 10    | 1:19,530 (53.)   |
| 10   | Nico Hülkenberg    | Renault                   | 70     | 1      | + 1 Runde   | 12    | 1:20,791 (59.)   |
| 11   | Daniil Kwjat       | Scuderia Toro Rosso-Honda | 70     | 2      | + 1 Runde   | 09    | 1:19,905 (48.)   |
| 12   | Lance Stroll       | Racing Point BWT-Mercedes | 70     | 1      | + 1 Runde   | 16    | 1:20,922 (68.)   |
| 13   | Carlos Sainz jr.   | McLaren-Renault           | 70     | 2      | + 1 Runde   | 07    | 1:20,311 (66.)   |
| 14   | Antonio Giovinazzi | Alfa Romeo Racing-Ferrari | 70     | 1      | + 1 Runde   | 15    | 1:21,014 (65.)   |
| 15   | Kevin Magnussen    | Haas-Ferrari              | 69     | 1      | + 2 Runden  | 17    | 1:21,682 (53.)   |
| 16   | George Russell     | Williams-Mercedes         | 69     | 1      | + 2 Runden  | 19    | 1:21,286 (69.)   |
| 17   | Romain Grosjean    | Haas-Ferrari              | 69     | 1      | + 2 Runden  | 18    | 1:21,581 (68.)   |
| 18   | Robert Kubica      | Williams-Mercedes         | 69     | 2      | + 2 Runden  | 20    | 1:20,696 (63.)   |
| 19   | Kimi Räikkönen     | Alfa Romeo Racing-Ferrari | 58     | 2      | DNF         | 14    | 1:20,082 (55.)   |
| 20   | Lando Norris       | McLaren-Renault           | 48     | 1      | DNF         | 08    | 1:21,643 (46.)   |

## WM-Stände nach dem Rennen
Die ersten zehn des Rennens bekamen 25, 18, 15, 12, 10, 8, 6, 4, 2 bzw. 1 Punkt(e). Zusätzlich gab es einen Punkt für die schnellste Rennrunde, da der Fahrer unter den ersten zehn landete.

### Fahrerwertung
| Pos. | Fahrer           | Konstrukteur                                      | Punkte |
| ---- | ---------------- | ------------------------------------------------- | ------ |
| 01   | Lewis Hamilton   | Mercedes                                          | 363    |
| 02   | Valtteri Bottas  | Mercedes                                          | 289    |
| 03   | Charles Leclerc  | Ferrari                                           | 236    |
| 04   | Sebastian Vettel | Ferrari                                           | 230    |
| 05   | Max Verstappen   | Red Bull Racing-Honda                             | 220    |
| 06   | Pierre Gasly     | Red Bull Racing-Honda / Scuderia Toro Rosso-Honda | 77     |
| 07   | Carlos Sainz jr. | McLaren-Renault                                   | 76     |
| 08   | Alexander Albon  | Scuderia Toro Rosso-Honda / Red Bull Racing-Honda | 74     |
| 09   | Sergio Pérez     | Racing Point-BWT Mercedes                         | 43     |
| 10   | Daniel Ricciardo | Renault                                           | 38     |

| Pos. | Fahrer             | Konstrukteur              | Punkte |
| ---- | ------------------ | ------------------------- | ------ |
| 11   | Lando Norris       | McLaren-Renault           | 35     |
| 12   | Nico Hülkenberg    | Renault                   | 35     |
| 13   | Daniil Kwjat       | Scuderia Toro Rosso-Honda | 34     |
| 14   | Kimi Räikkönen     | Alfa Romeo Racing-Ferrari | 31     |
| 15   | Lance Stroll       | Racing Point-BWT Mercedes | 21     |
| 16   | Kevin Magnussen    | Haas-Ferrari              | 20     |
| 17   | Romain Grosjean    | Haas-Ferrari              | 8      |
| 18   | Antonio Giovinazzi | Alfa Romeo Racing-Ferrari | 4      |
| 19   | Robert Kubica      | Williams-Mercedes         | 1      |
| 20   | George Russell     | Williams-Mercedes         | 0      |

### Konstrukteurswertung
| Pos. | Konstrukteur          | Punkte |
| ---- | --------------------- | ------ |
| 1    | Mercedes              | 652    |
| 2    | Ferrari               | 466    |
| 3    | Red Bull Racing-Honda | 341    |
| 4    | McLaren-Renault       | 111    |
| 5    | Renault               | 73     |

| Pos. | Konstrukteur              | Punkte |
| ---- | ------------------------- | ------ |
| 06   | Scuderia Toro Rosso-Honda | 64     |
| 07   | Racing Point-BWT Mercedes | 64     |
| 08   | Alfa Romeo Racing-Ferrari | 35     |
| 09   | Haas-Ferrari              | 28     |
| 10   | Williams-Mercedes         | 1      |

## Sonstiges
Mit dem Großen Preis von Mexiko wurde erstmals ein Rennen der Formel-1-Weltmeisterschaft live auf Twitch übertragen. In Deutschland, Luxemburg, der Schweiz, Dänemark, Norwegen und Schweden wurde über den Formel-1-Kanal das unkommentierte Bild gesendet, im deutschsprachigen Raum zusätzlich mit dem Kommentar durch die Let’s Player PietSmiet.